# Placówka Straży Granicznej I linii „Bakałarzewo”
Placówka Straży Granicznej I linii „Bakałarzewo” – jednostka organizacyjna Straży Granicznej pełniąca służbę ochronną na granicy polsko-niemieckiej w okresie międzywojennym.

## Formowanie i zmiany organizacyjne
Rozporządzeniem Prezydenta Rzeczypospolitej Polskiej Ignacego Mościckiego z 22 marca 1928 roku, do ochrony północnej, zachodniej i południowej granicy państwa, a w szczególności do ich ochrony celnej, powoływano z dniem 2 kwietnia 1928 roku  Straż Graniczną.
Rozkazem nr 2 z 16 stycznia 1939 roku w sprawie przejęcia odcinka granicy polsko-niemieckiej od Korpusu Ochrony Pogranicza na terenie Mazowieckiego Okręgu Straży Granicznej oraz przekazania Korpusowi Ochrony Pogranicza odcinka granicy na terenie Wschodniomałopolskiego Okręgu Straży Granicznej, komendant Straży Granicznej płk Jan Gorzechowski utworzył na terenie Obwodu Straży Granicznej „Suwałki” komisariat Straży Granicznej „Filipów”. Tym samym rozkazem zarządził likwidację komisariatu Straży Granicznej „Smorze”. Nakazał, by z dniem 1 lutego 1939 likwidowany komisariat „Smorze” utworzył komisariat Straży Granicznej „Filipów”, a w nim między innymi placówkę Straży Granicznej I linii „Bakałarzewo”.

## Dowódcy placówki
| stopień          | imię i nazwisko | okres pełnienia służby | kolejne stanowisko |
| ---------------- | --------------- | ---------------------- | ------------------ |
| przodownik       | Roman Fąferek   | 1 II 1939 – 21 IV 1939 | placówka „Filipów” |
| starszy strażnik | Józef Krupowicz | p.o. 21 IV 1939 –      |                    |